# Портейран
Портейран (порт. Porteirão) — муниципалитет в Бразилии, входит в штат Гояс. Составная часть мезорегиона Юг штата Гойас. Входит в экономико-статистический микрорегион Мея-Понти. Население составляет 2983 человека на 2006 год. Занимает площадь 603,917 км². Плотность населения — 4,9 чел./км².

## Статистика
- Валовой внутренний продукт на 2003 год составляет 48 105 476,00 реалов (данные: Бразильский институт географии и статистики).
- Валовой внутренний продукт на душу населения на 2003 год составляет 16 531,09 реал (данные: Бразильский институт географии и статистики).
- Индекс развития человеческого потенциала на 2000 год составляет 0,724 (данные: Программа развития ООН).